# 延岡市立南方小学校
延岡市立南方小学校（のべおかしりつ みなみかたしょうがっこう）は、宮崎県延岡市野田三丁目にある公立小学校。延岡市の西部に位置し、本校近くを五ヶ瀬川・大瀬川が流れている。周辺はここ数年、東九州自動車道建設や土地区画整理事業が急速に進んでいる。また児童数は800名超であり、宮崎県北部においては比較的規模の大きい小学校である。

## 概要
- 児童数 - 825名（平成21年1月30日現在）

## 沿革
- 1907年（明治40年）4月11日 - 大貫、永田、三輪、吉野の4尋常小学校と合併して南方尋常小学校とする
- 1924年（大正13年）
  - 4月1日 - 大貫、永田、下三輪、の区立尋常小学校合併、下三輪分校設置
  - 10月4日 - 第3棟改築落成祝賀式挙行、この日を創立記念日とする
- 1927年（昭和2年）4月 - 南方家政女学校併設、修業年限2か年
- 1941年（昭和16年）4月1日 - 国民学校令施行により、南方国民学校と改称
- 1947年（昭和22年）4月30日 - 学制改革により高等科を廃止し、南方村立南方小学校と改称
- 1955年（昭和30年）4月1日 - 南方村が延岡市に合併され、延岡市立南方小学校と改称
- 1962年（昭和37年）10月7日 - 校歌制定
- 1963年（昭和38年）2月15日 - 学校給食開始
- 1968年（昭和43年）4月 1日 - 特殊学級新設
- 1979年（昭和54年）3月15日 - 北校舎新築
- 1980年（昭和55年）11月20日 - プール竣工
- 1982年（昭和57年）3月25日 - 屋外放送室新設（卒業記念）
- 1983年（昭和58年）3月15日 - テレビ放映設備完成
- 1989年（平成元年）3月25日 - 百葉箱寄贈（卒業記念）
- 1997年（平成9年）6月21日 - 創立90周年記念航空写真撮影
- 2005年（平成17年）4月 - 幼保小連携推進モデル事業推進校指定
- 2007年（平成19年）5月24日 - 創立100周年記念航空写真撮影

## 創立100周年
創立100周年を迎えた際に100周年記念祭を行い、ＯＢ、ＯＧなどを来賓として盛大に行われた。
校庭から校舎を望む方向の中央に記念碑が建てられ、今もなお記念碑は現存している。
また、プールの壁画も100周年を祝い描かれた。壁画が描かれる前は灰色のコンクリートブロックだったと推測される。
また、職員室側入り口（正面玄関）には、校章が掲げられた。
100周年記念祭の様子はＤＶＤ化され、2枚組みのパッケージになって販売された。

## 100周年記念碑
100周年を記念して立てられて記念碑には、川をモチーフにしたＳ字型の石の上に2匹の石製鮎があるが、
この鮎のうち1匹は記念碑が立てられた後、1週間もたたないうちに尻尾が折れ、もう1匹は、その後6ヵ月後に折られた。
現在も2匹の鮎は尻尾が折られたままで修復はされていない。

## アクセス
- バス：宮崎交通南方小学校前バス停 下車、徒歩約3分

## 著名な卒業生
- 首藤正治 - 延岡市長[2]。